# Жжонов Георгій Степанович
Гео́ргій Степа́нович Жжо́нов (рос. Георгий Степанович Жжёнов; 9 (22) березня 1915 — 8 грудня 2005) — радянський і російський актор театру і кіно, літератор, мемуарист, громадський діяч. Лауреат Державної премії РРФСР ім. братів Васильєвих (1975). Народний артист СРСР (1980). 
Лауреат низки російських мистецьких премій; зокрема ВРКФ у Сочі «Кінотавр» («За унікальний творчий внесок у розвиток кіномистецтва Росії», 1995), кінопремія «Ніка» у номінації «Честь і гідність» (1996), Спеціальний приз Академії російського телебачення «ТЕФІ» (1999).

## Життєпис
Народився 22 березня 1915 року в Петрограді. Батьки — Степан Филипович Жжонов та Марія Федорівна Щолкіна — були за походженням селянами Тверської губернії (село Кесова Гора).
Перші 22 роки провів на рідному Васильєвському острові. 1930-го закінчив школу з фізико-математичним напрямком і вступив до Ленінградського естрадно-циркового технікуму, згодом закінчив Ленінградське театральне училище (1935, майстерня С. Герасимова). 
Був ув'язнений у таборах ГУЛАГу (1937—1954). 
Після виходу на свободу працював у Театрі імені Ленсовєта (1958—1968) та Театрі імені Моссовєта (1969—2000).
Був популярним актором радянського кінематографу. Багато знімався, грав, у тому числі драматичні і характерні ролі — переважно людей військової служби, розвідників, керівників та ін. Знявся у низці кінострічок українських кіностудій. Акторствував на дубляжі.
Помер 8 грудня 2005 року. Похований у Москві на Новодівочому цвинтарі.

## Фільмографія
Актор:
- 1931: «Путівка в життя» — безпритульний (немає в титрах)
- 1932: «Помилка героя» — Пашка Вєтров
- 1934: «Чапаєв» — Терьоша, ординарець Фурманова
- 1934: «Наслідний принц Республіки» — архітектор
- 1934: «Золоті вогні» — ординарець
- 1938: «Одинадцяте липня» — епізод
- 1938: «Комсомольськ» — Маврин
- 1949: «Алітет іде в гори» — епізод
- 1955: «Чужа рідня» — гість на весіллі
- 1957: «На острові Дальному…» — Клепіков
- 1957: «Шторм» — Гаврила
- 1958: «Нічний гість» — Сергій Петрович, художник
- 1958: «День перший» — епізод
- 1958: «У дні Жовтня» — Ейно Рах'я
- 1958: «Люба моя людина» — Афанасій Устименко, батько Володимира
- 1959: «Виправленому вірити» — слідчий Брайцев; Одеська кіностудія
- 1960: «Людина не здається» — Маслюков
- 1960: «Людина з майбутнім» — начальник шахти Крилов
- 1960: «Балтійське небо» — шофер (1 серія)
- 1961: «День, коли виповнюється 30 років» — пацієнт лікарні
- 1961: «Водив поїзди машиніст» — Іван Череда; Одеська кіностудія
- 1961: «Планета штормів» — Роман Бобров, інженер, член екіпажу космічного корабля «Сіріус»
- 1962: «Маленькі мрійники» (кіноальманах) (новела «Зірка на пряжці») — дядько Лапша
- 1963: «Тиша» — Гнєзділов
- 1963: «Останній хліб» — майор міліції, начальник відділення
- 1963: «Третя ракета» — Желтих
- 1964: «Велика руда» — хірург
- 1964: «Розповідь у телеграмах» (фільм-спектакль)
- 1964: «Поки фронт в обороні» — Сергій Миколайович, батальйонний комісар
- 1964: «Хокеїсти» — Андрій Прокопович Сперантов, тренер «Металіста»
- 1965: «Загибель ескадри» — Раєвський; Кіностудія ім. О. Довженка
- 1965: «Подорож на доісторичну планету» — Ганс Вальтерс (Курт Боден) (у титрах не вказаний)
- 1965: «Про що мовчала тайга» — Григорій Анікін
- 1966: «Бережись автомобіля» — автоінспектор; реж. Е. Рязанов
- 1966: «Іду шукати» — Андрій Ілліч Гусаров
- 1966: «Людина, яку я кохаю» — Євген Едуардович Муромцев, батько Кості і Родьки
- 1967: «А тепер суди...» — Аркадій Іскра; Кіностудія ім. О. Довженка
- 1967: «Весна на Одері» — Петрович
- 1967: «Лікар Віра» — Сухохлєбов
- 1967: «Пауза» — розвідник
- 1967: «Шлях до „Сатурна“» — генерал Микола Іванович Тимерін
- 1967: «Стюардеса» — сценарист
- 1968: «Кінець „Сатурна“» — генерал Тімерін
- 1968: «Помилка резидента» — резидент західної розвідки, Михайло Олександрович Тульєв
- 1968: «Журавушка» — отець Леонід (Леонід Трохимович)
- 1968: «Подорож на планету доісторичних жінок» — Ганс Вальтерс (Мюррей Джерард) (у титрах не вказаний), в оригінальному фільмі — Бобров
- 1969: «Зустрічі на світанку» — Олексій Дмитрович Воробйов, голова колгоспу
- 1969: «Острів Вовчий» — Тагілов; Кіностудія ім. О. Довженка
- 1970: «Доля резидента» — резидент західної розвідки, псевдонім «Надія», Михайло Олександрович Тульєв
- 1970: «Несподівана любов» — Матвій Концевой, батько Олексія, коваль
- 1971: «Все королівське військо» — Віллі Старк
- 1971: «Кінець Любавіних» — Омелян Любавін
- 1972: «Улюблені сторінки» (фільм-спектакль)
- 1972: «Золото, золото — серце народне» (фільм-спектакль)
- 1972: «Бій після перемоги» — генерал-лейтенант Микола Іванович Тімерін
- 1972: «Мічений атом» — Микита Олексійович Дубровін, полковник
- 1972: «Гарячий сніг» — Петро Олександрович Бессонов, генерал-лейтенант, командувач армією
- 1973: «Таємниця забутої переправи» — Козирєв
- 1974: «Океан» — Максим Ілліч Часословов, контр-адмірал
- 1974: «Шукаю мою долю» — Володимир Сергійович Карякін, викладач історії
- 1974: «Вибір мети» — Віталій Петрович Зубавін
- 1975: «Здобудеш у бою» — Валентин Савич Збандут, новий директор комбінату
- 1976: «Така вона гра» — Басов Віктор Трохимович, тренер — «диктатор»; Кіностудія ім. О. Довженка
- 1977: «„Посейдон“ поспішає на допомогу» — Олексій Петрович Чигринов, капітан «Посейдона»
- 1977: «Особисте щастя» — Олексій Трохимович Ширяєв
- 1978: «Чужа» — Павло Леонтійович Кунгурцев, директор заводу
- 1978: «Ліки проти страху» — генерал-майор Шарапов
- 1978: «Однофамілець» — Павло Віталійович Кузьмін, начальник БМУ
- 1979: «Екіпаж» — Андрій Васильович Тимченко, командир екіпажу; реж. О. Мітта
- 1981: «Крєпиш» — Шапошников
- 1982: «Повернення резидента» — Михайло Олександрович Тульєв, оперативний псевдонім «Надія»
- 1982: «Операція на серці» (фільм-спектакль) — Олексій Васильович Іванов, головний хірург у клініці
- 1982: «Сімейна справа» (т/ф) — Свиридов; Кіностудія ім. О. Довженка)
- 1983: «Брама до небес» — полковник Іван Лукич Лебеденко
- 1985: «Місто наречених» — Андрій Дмитрович Прохоров, головний інженер текстильного комбінату
- 1986: «Час синів» — Сергій Васильович Узєлков, директор заводу
- 1986: «Кінець операції „Резидент“» — Михайло Олександрович Тульєв
- 1986: «Звіздар» — начальник розвідуправління; Одеська кіностудія
- 1986: «Суд над суддями» (фільм-спектакль) — полковник Лоусон
- 1987: «Кінець Вічності» — Старший Обчислювач Лабан Твіссел
- 1987: «Загін» — посол СРСР Андрій Васильович Меньшиков
- 1987: «Іван Великий» — дід Іван, батько Івана Владика
- 1996: «На Золотому озері» (фільм-спектакль) — Норман Тейєр
- 1998: «Незримий мандрівник» — лейб-медик Вілліє, шотландець

Озвучка:
- 1965: «Кохана» — Іван Єгорович (роль Б. Платонова)
- 1969: «Червоний намет» — офіцер Романья (роль Массімо Джиротті)
- 1970: «Чорне сонце» — голова парламенту (роль Дута Сека)
- 1971: «Гойя, або Тяжкий шлях пізнання» — Франсіско Гойя (роль Донатас Баніоніса)
- 1971: «Зірки не гаснуть» — Зараєв (роль Б. Мулаєва)
- 1972: «Коли зацвів мигдаль» — Ніко (роль Давида Абашидзе)
- 1973: «Двоє в місті» — Жермен Казньов (роль Жан Габена)
- 1985: «Рейс 222» — Валентин Миколайович, директор трупи (роль А. Іванова)